# Wives
Wives was een Amerikaanse hardcorepunk/noiserock trio uit Los Angeles, Californië, bestaande uit de gitarist Randy Randall, bassist/zanger Dean Spunt en drummer Jeremy Villalobos.

## Bezetting
- Dean Allen Spunt
- Randy Randall
- Jeremy Villalobos
- 'Roy'

## Geschiedenis
In de drie jaar dat de band samen was, brachten ze een titelloze 7" uit bij Post Present Medium, evenals een split 7" met K.I.T. bij Post Present Medium. In september 2004 bracht de band hun eerste volledige lp Erect the Youth Problem uit bij Cold Sweat Records. In juni 2005 bracht de band een split 12" uit met Moving Units, ook bij Post Present Medium. In november 2005 splitste de band na een Europese tournee. Een vriend, Roy, verving Jeremy op drums en sloot de laatste etappe van de tournee af met het spelen van hun afscheidsshow op 20 november in de Highbury Buffalo Bar in Londen. Spunt en Randall herenigden zich om het laatste Wives-optreden voor de onafhankelijke film 40 Bands/80 Minutes uit te voeren, die werd gefilmd op 6 maart 2006 in Hollywood. CA. Randall en Spunt begonnen met No Age kort na de splitsing, terwijl Villalobos momenteel speelt in de  trashrockband Pygmy Shrews uit Brooklyn (New York) en de powerelektronica band Whip & the Body.

## Discografie

### Singles en ep's
- 2003:	Wives (lp, Post Present Medium)
- 2003:	Wives / K.I.T. (split) (lp, Post Present Medium, Zum)
- 2005:	EU/UK Tour 2005 (lp, Cold Sweat Records)
- 2005:	Moving Units/Wives (split) (lp, Post Present Medium)
- 2011:	Roy Tapes (posthumous release) (lp/cd, Post Present Medium)

### Albums
- 2004:	Erect the Youth Problem (lp/cd, Post Present Medium)